# Броненосець «Потьомкін» (фільм)
«Броненосець „Потьомкін“» (рос. «Броненосец „Потемкин“») — російський радянський німий художній фільм, знятий режисером Сергієм Ейзенштейном на кіностудії «Мосфільм» у 1925 році. Неодноразово в різні роки визнавався найкращим або одним з найкращих фільмів всіх часів і народів за підсумками опитувань критиків, кінорежисерів і публіки.

## Зміст
Дія фільму розгортається в Одесі на початку XX століття. Матроси одного з суден, що стоять в Одеському порту, підняли бунт, адже їх годували їжею з хробаками. Бунт був придушений, а його ідейний ватажок, Вакуленчук, убитий. На похорон Вакуленчука збираються мешканці міста, але по них відкривають вогонь. Знамениті кадри на Потьомкінських сходах. Для придушення повстання викликається Чорноморська ескадра. Та матроси відмовляються стріляти по мирних жителях.

## Історія створення
Сценарій, за яким знімався фільм, був створений його авторкою, Ніною Агаджановою, на основі реальних подій, що відбулися у червні 1905 року, коли на броненосці «Князь Потьомкін-Таврійський» команда підняла повстання і захопила корабель.
Фільм знятий до 20-річчя першої російської революції 1905 року. Прем'єра відбулася у Москві 18 січня 1926 року у 1-му Держкінотеатрі (нині — к/т «Художній»).
Німий фільм був озвучений у 1930 році (за життя режисера С. М. Ейзенштейна), відновлений у 1950 році (композитор Микола Крюков) і перевиданий у 1976 році (композитор Дмитро Шостакович) на кіностудії «Мосфільм» за участю Держфільмофонду СРСР і музею С. М. Ейзенштейна під художнім керівництвом Сергія Юткевича.
У 1925 році після продажу негатива фільму у Німеччину і його перемонтажу режисером Пілем Ютці, «Броненосець „Потьомкін“» вийшов у світовий прокат і відрізняється від авторського задуму версії: розстріл матросів був перенесений з початку в кінець фільму. Надалі він піддався цензурі і в СРСР: були видалені деякі кадри і проміжні титри, слова Л. Д. Троцького в пролозі були замінені цитатою з В. І. Леніна. У 2005 році під загальним керівництвом Фонду «Німецька Кінематека» (Deutsche Kinemathek), за участю Держфільмофонду та Російського державного архіву літератури і мистецтва, авторська версія фільму була відновлена і озвучена музикою Едмунда Майзеля.
Фільм не проходить тест Бекдел.

## Ролі
- Олександр Антонов — Вакуленчук
- Володимир Барський — командир Голіков
- Григорій Александров — лейтенант Гіляровський
- Михайло Гоморов — матрос
- Володимир Уральський — матрос
- Андрій Файт — складач
- Сергій Ейзенштейн — житель Одеси
- Костянтин Фельдман — змовник меншовик

## Знімальна група
- Авторка сценарію — Ніна Агаджанова
- Режисери — Сергій Ейзенштейн та Григорій Александров
- Оператори — Едуард Тіссе, Володимир Попов
- Художник — Василь Рахальс
- Директор — Яків Бліох